# Bailiwick of Jersey
Das Bailiwick of Jersey – deutsch Vogtei Jersey – ist weder Teil des Vereinigten Königreichs noch Kronkolonie, sondern als Kronbesitz (englisch Crown dependencies, französisch Dépendances de la Couronne) direkt der britischen Krone unterstellt und ein gesondertes Rechtssubjekt. Die Hauptinsel ist Jersey; die weiteren Inseln sind unbewohnt.

## Inseln
| Insel                | Fläche km² | Einwohner (2014) | Koordinaten                 |
| -------------------- | ---------- | ---------------- | --------------------------- |
| Jersey               | 119,6      | 100.800          | 49° 13′ 0″ N, 2° 7′ 57″ W   |
| Parish Saint Martin  |            |                  |                             |
| Les Dirouilles       | < 1        | unbewohnt        | 49° 19′ 30″ N, 2° 2′ 30″ W  |
| Ecréhous             | < 1        | unbewohnt        | 49° 17′ 30″ N, 1° 55′ 30″ W |
| Parish Grouville     |            |                  |                             |
| Minquiers            | < 1        | unbewohnt        | 48° 58′ 30″ N, 2° 7′ 30″ W  |
| Parish Saint Ouen    |            |                  |                             |
| Pierres de Lecq      | < 1        | unbewohnt        | 49° 17′ 30″ N, 2° 12′ 10″ W |
| Parish Saint Clement |            |                  |                             |
| La Motte             | …          | unbewohnt        | 49° 9′ 38″ N, 2° 4′ 38″ W   |

1. 1 2 3 4  Gruppe von Riffen und Klippen

## Verwaltung

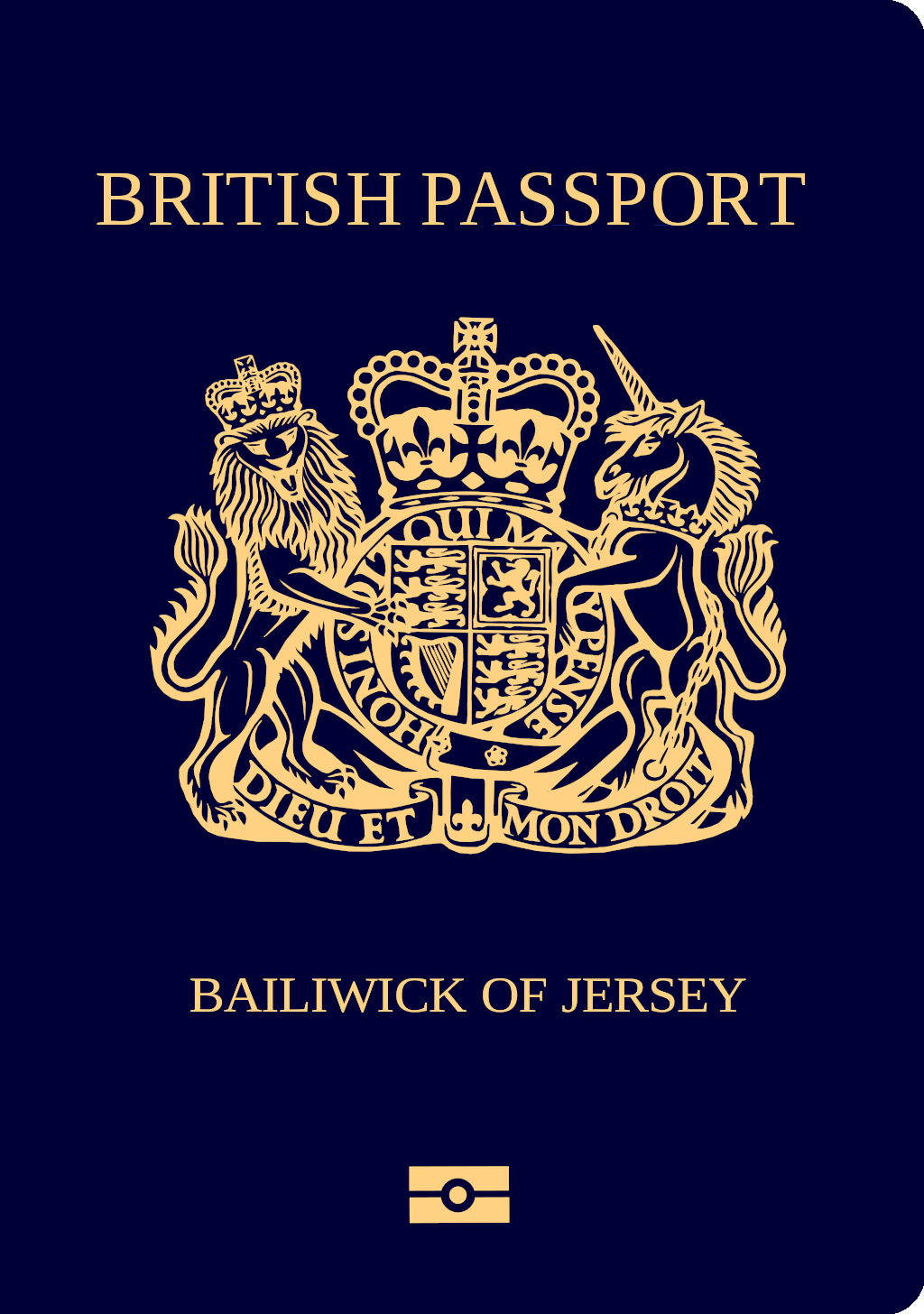
Reisepass

Die Kronbesitzung Jersey hat den Status einer Vogtei (engl. Bailiwick, frz. Bailliage). Der Vogt (Bailiff) hat die Funktion eines Parlaments- und Gerichtspräsidenten, exekutive Aufgaben sind dem Chief Minister von Jersey übertragen.
Die Bailiwick of Jersey umfasst neben Jersey selbst die kleineren Inseln Minquiers und Ecréhous. Sie gehört nicht zum Vereinigten Königreich und ist nicht vom britischen Parlament abhängig, sondern untersteht als Kronbesitz (englisch crown dependency) ausschließlich der britischen Krone und verfügt demzufolge über eine eigene Gesetzgebung (die z. T. noch auf normannisches Recht zurückgeht), eine eigenständige interne Verwaltung und ein eigenes, völlig unabhängiges Steuersystem, das dank niedriger Steuersätze (Einkommenssteuerhöchstsatz von 20 %) viele ausländische Investoren anlockt.
Jersey selbst ist seit über 1000 Jahren in zwölf Gemeinden (Parishes) aufgeteilt. Sie tragen jeweils den Namen der Heiligen, welche die Patrone ihrer Pfarrkirche waren. Alle Gemeinden werden zu Verwaltungszwecken weiter untergliedert. In elf der zwölf Parishes heißen diese Untergliederungen Vingtaines, im Parish Saint-Ouen heißen die Untergliederungen Cueillettes. Der Begriff Vingtaine ist auch auf Guernsey in Gebrauch.
| Parish (Gemeinde) | Anmerkungen                                                                        | Die Parishes (Gemeinden) von Jersey |
| ----------------- | ---------------------------------------------------------------------------------- | ----------------------------------- |
| Saint Helier      | Hauptort von Jersey                                                                | Die Parishes (Gemeinden) von Jersey |
| Grouville         | ursprünglich Saint Martin de Grouville; einschließlich Les Minquiers               | Die Parishes (Gemeinden) von Jersey |
| Saint Brélade     |                                                                                    | Die Parishes (Gemeinden) von Jersey |
| Saint Clement     | einschließlich La Motte                                                            | Die Parishes (Gemeinden) von Jersey |
| Saint John        |                                                                                    | Die Parishes (Gemeinden) von Jersey |
| Saint Lawrence    |                                                                                    | Die Parishes (Gemeinden) von Jersey |
| Saint Martin      | ursprünglich Saint Martin le Vieux; einschließlich Les Dirouilles und Les Écréhous | Die Parishes (Gemeinden) von Jersey |
| Saint Mary        |                                                                                    | Die Parishes (Gemeinden) von Jersey |
| Saint Ouen        | einschließlich Pierres de Lecq                                                     | Die Parishes (Gemeinden) von Jersey |
| Saint Peter       |                                                                                    | Die Parishes (Gemeinden) von Jersey |
| Saint Saviour     |                                                                                    | Die Parishes (Gemeinden) von Jersey |
| Trinity           |                                                                                    | Die Parishes (Gemeinden) von Jersey |

Seit einigen Jahren gibt es politische Parteien auf Jersey, die aber bei Wahlen bisher keine Rolle spielten, da bei den seither abgehaltenen Wahlen fast nur unabhängige Kandidaten gewählt wurden. Seit 2006 hat Jersey eine Ministerialregierung mit einem Chiefminister an der Spitze. Die „States of Jersey“ bestehen aus 49 gewählten Mitgliedern, davon 37 Abgeordnete – aus 9 Wahlkreisen und 12 Connétables – aus jedem Parish einer.
Jersey gehörte nicht zur Europäischen Union und wurde völkerrechtlich aufgrund eines Geschäftsbesorgungsvertrages gegen Honorar vom britischen Außenministerium mitvertreten und gegebenenfalls auch von den britischen Streitkräften verteidigt. Eine andere Auffassung vertrat der deutsche Bundesgerichtshof, der in einer Entscheidung vom 1. Juli 2002 (II ZR 380/00) zu § 110 der Zivilprozessordnung Jersey dem Vereinigten Königreich und der Europäischen Union zurechnete: „Da Jersey als Bestandteil des Vereinigten Königreiches, wenn auch unter Beachtung seines verfassungsrechtlichen Sonderstatus zur Europäischen Union gehört, […].“ Jerseys Interessen und die der anderen britischen Kanalinseln wurden durch das in Brüssel bei der EU-Kommission angesiedelte Channel Islands Brussels Office (CIBO) vertreten.